# Ишля (приток Сюрюнзяка)
Ишля (баш. Ишле) — река в Республике Башкортостан, протекает в Белорецком районе. Устье реки находится в 4,5 км по левому берегу реки Сюрюнзяк. Длина реки составляет 17 км.

## Происхождение название
Гидроним Ишле связан с антропонимом Ишле. Однако характер влияния противоположно диаметрально описывается в двух источниках.
- Название реки «от названия села Ишле (Ишле антр.).»[3]
- «Ишля село … от названия реки Ишле, Ишлинский сельсовет, Белорецкий район»[4]

## Данные водного реестра
По данным государственного водного реестра России относится к Камскому бассейновому округу, водохозяйственный участок реки — Сим от истока и до устья, речной подбассейн реки — Белая. Речной бассейн реки — Кама.
По данным геоинформационной системы водохозяйственного районирования территории РФ, подготовленной Федеральным агентством водных ресурсов:
- Код водного объекта в государственном водном реестре — 10010200612111100019515
- Код по гидрологической изученности (ГИ) — 111101951
- Код бассейна — 10.01.02.006
- Номер тома по ГИ — 11
- Выпуск по ГИ — 1